# گمینا ویپژ
گمینا ویپژ (به لهستانی:  Gmina Wieprz) یک گمینا در لهستان است که در شهرستان وادوویتسه واقع شده‌است. گمینا ویپژ ۷۴٫۵۱ کیلومتر مربع مساحت و ۱۱٬۴۹۳ نفر جمعیت دارد.